# Alain Bouillard
 (juillet 2025).
Motif : Aucune source secondaire, aucune biographie, uniquement des sources primaires
- Archive Wikiwix
- Bing
- Cairn
- DuckDuckGo
- E. Universalis
- Gallica
- Google
- G. Books
- G. News
- G. Scholar
- Persée
- Qwant
- (zh) Baidu
- (ru) Yandex
- (wd) trouver des œuvres sur Wikidata

| 1. | Préciser le motif de la pose du bandeau. | Précisez le motif de la pose du bandeau en utilisant la syntaxe suivante : {{admissibilité à vérifier\|date=juillet 2025\|motif=remplacez ce texte par le motif}}                    |
| 2. | Informer les utilisateurs concernés.     | Pensez à avertir le créateur de l'article, par exemple, en insérant le code ci-dessous sur sa page de discussion : {{subst:avertissement admissibilité à vérifier\|Alain Bouillard}} |

Pour les articles homonymes, voir Bouillard.
Alain Claude Michel Bouillard est un ancien enquêteur français pour le Bureau d'enquêtes et d'analyses pour la sécurité de l'aviation civile (BEA), spécialisé dans les enquêtes sur les accidents d'avion. Il a été l'enquêteur principal du crash du Concorde en 2000 (vol Air France 4590) ainsi que le vol Air France 447.

## Carrière
Il a été directeur de l’enquête de sécurité au Bureau d'enquêtes et d'analyses pour la sécurité de l'aviation civile (BEA), principal organisme français chargé de la sécurité aérienne, dont le siège est situé à l’aéroport de Paris–Le Bourget.
Il a été l’enquêteur principal de l’accident du Concorde survenu en juillet 2000. Il était en vacances au moment du crash du Concorde.
Il a également dirigé l’enquête sur le crash du vol Air France 447 le 1er juin 2009, impliquant l'appareil immatriculé F-GZCP,.
Il est apparu dans plusieurs épisodes de la série documentaire Dangers dans le ciel (Mayday).

## Vie personnelle
En avril 2015, il a été décoré de la Légion d'honneur (Ordre national de la Légion d'honneur) aux côtés d'autres membres du Ministère de l'Écologie.